# Diangounté Camara
 (13 août 2025).
Diangounté (orthographes ancienne Diangounté-Camara) est une ville et une commune malienne, située dans le pays de la Kaarta, chef-lieu du cercle de Diangounté, dans la région de Nioro-du-Sahel. au nord-est Elles a pour chef-lieu, la localités ville des Diangounté. En 2022, Diangounté comptait 43 681 habitants, appelés les Diangountoses et les Diangountoises. C’est la 1re ville la plus peuplée de la Kaarta. Elle est le chef-lieu de la 41e cercles administrative malienne. Elle est le chef-lieu de la 3e cercles dans la région Nioros. et code du cercles 1103.

## Géographie
La localité de Diangounté est se située entre le Kaïnera (rive droite de Wassa 1 km), et (rive gauche de Barrage), sur une superficie d'environ deux fois supérieure au nord, sur la rive droite, à celle au sud, sur la rive gauche. et se située à une latitude de 14° 32′ 42″ nord, et à une longitude de 9° 30′ 47″ de ouest, à 330 m d'altitude, sur la route nationale RN 1 (l'axe Bamako-Diéma-Kayes) sur la route nationale RR 5 (l'axe Kita-Nioros) à 134 km au sud du chef-lieu régional Nioro-du-Sahel, à 381 km au nord-est de la capitale de Bamako, 237 km à l'ouest de Kayes.
La commune est limitrophe au sud par la commune de Diéma, au sud-est par Madiga, à l'est par Lambidou, à l'est par Diéoura, à l'ouest par Lakamané, au nord par Simbis, et au nord-est par Béma. L'arrondissement est limitrophes au sud arrondissement des Diéma, au sud-est arrondissement des Séfétos, et à l'ouest arrondissement des Lakamané, au nord arrondissement des Simbis, au nord-est arrondissement des Béma.

## Villages
La commune s'étend sur 55 localités relevées lors du recensement général de 2009.
Les villages les plus peuplés sont :
- Diangounté (28 467 habitants) ;
- Kaïnera (4 630 habitants) ;
- Farabougou (3 880 habitants).

La commune est composée de 64 villages 44 hameaux répartis en 13 secteurs. En 2023, la loi 2023-007 attribues à la commune 64 villages administratif  : Diangounté, Kaïnera, Gassa, Kandaré, Dalibéra, Gory, Guemo, Monzanra, Kamarifara, Koran, Kronco-Ouest, Kronco-Nord, Kereguide, Korokoro, Kationkidi, Lataraf, Lambaba, Laklal, Lewa-Diariso, Madiga, Madina, Marana, Maroutara, Naniya, Néma-Ouest, Néma-Nord, Sagama, Sandoumbou, Sogan, Sololambe, Sooma-Ouest, Sooma-Nord, sossorobougou, Tambalo, Tourkoutche, Wagnimou, Wataga, Waltoumbou, Bendougou, Boulol-Waré, Bindogou, Bentiame, Bignekolobougou, Bilangamakobougou, Bobougou, Boulili, Boulouli-Maki, Bouyaga, Débo-Bamana, Débo-Massassis, Débo-Kagoro, Diagana, Diadia, Dakolonbougou, Darsalam, Diandiome, Dogofri, Diana, Doroïti, Fangoumba, Farabougou, Garambougou, Gandiala, Guïntam, est la localité chef-lieu de la commune de Diangounté. sa population était estimée à 43 681 en 2022, et couvrant une superficie d'environ 1 333 km2.[réf. nécessaire]

## Démographie
La population communale est essentiellement peuplée de Bambara, de Peuls et de Soninkés.

## Économie
Diangounté est située au carrefour des routes vers la capitale Bamako et les région Kayes et région Kita est de la région Nioros. favorisant le développement des échanges et du commerce. Les activités principales à Diangounté sont l'agriculture, le maraîchage et l'élevage. Les produits agricoles sont l'arachide, le mil, le sorgho, le maïs. Le maraîchage produit de l'oignon et de la pomme de terre. En général les hameaux sont faits pour la culture des céréales pendant la saison pluvieuse. Située au cœur du Kaarta.

## Gentilé
Les habitants de Diangounté sont appelées Diangountoses et Diangountoises ou Diamanais et Diamanaises.

## Quartiers
Il existe neuf quartiers à Diangounté : Grand-Diangounté, Diangounté-Nord, Diangounté-l'Est, Diangounté-Gaël, Diangounté-Centrë, Diangounté-Razël, Diangounté-Africa, Dabanany, et d'Arsenal.